# Eucalantica polita
Eucalantica polita är en fjärilsart som beskrevs av Walsingham 1881. Eucalantica polita ingår i släktet Eucalantica och familjen spinnmalar. Inga underarter finns listade i Catalogue of Life.

## Bildgalleri

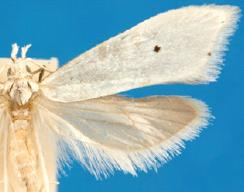
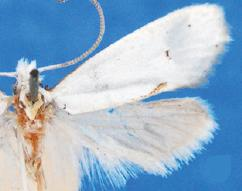
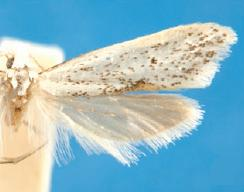